# Diamant (constructeur de cycles)
Pour les articles homonymes, voir Diamant (homonymie).
Diamant Fahrradwerke existe sous différents noms depuis 1885 (depuis la réunification : Diamant Fahrradwerke GmbH) et tout au long de son histoire produit principalement des vélos, mais aussi des becs de plume, des machines à tricoter et leurs accessoires et des motos légères. En RDA, Diamant est un important fabricant de vélos avec plus de 8 millions de vélos produits aux côtés du MIFA. Après le déclin de la production dans les années 1980 et après des coupes sévères à la suite de la réunification, Diamant Fahrradwerke est réaligné et adapté aux nouvelles conditions du marché avec de nouveaux financiers et le rachat par la société Villiger. Près de 200 000 deux-roues par an sont à nouveau produits.

## Histoire
La société est inscrite au registre du commerce en 1885 par Friedrich Wilhelm Nevoigt (1859-1937) et son frère Wilhelm Friedrich Nevoigt (1857-1909) à Reichenbrand près de Chemnitz sous le nom de Gebrüder Nevoigt Reichenbrand/Chemnitz. Vers la fin de la même année, ils commencent à tester la production unique de vélos en plus de fabriquer leurs autres produits.
Le premier vélo Diamant produit en série date de 1895. Au début de la production de bicyclettes, ce n'est qu'une des nombreuses divisions de l'entreprise. En 1898, les frères Nevoigt inventent la chaîne à double rouleau. L'entreprise connaît une croissance rapide et devient une société par actions le 12 mars 1906, sous le nom de Gebrüder Nevoigt AG Reichenbrand/Chemnitz. En 1912, la production de bicyclettes est une partie si importante de l'entreprise qu'elle est rebaptisée Diamant Werke Gebrüder Nevoigt AG. En 1916, le nombre d'employés était passé à 1 000. En 1920, il y a un autre changement de société, maintenant Elite Diamant AG, après la fusion avec le constructeur automobile Elite-Werke. La marque est maintenant si populaire que le Chemnitz Radrennclub Diamant est fondé à Chemnitz. Plus tard, des clubs similaires sont créés dans d'autres villes. À l'époque de la République de Weimar, au cours de l'année inflationniste de 1923, un vélo Diamant coûte jusqu'à 2,5 millions de Reichsmarks. En 1927, la faillite menace de mettre fin à la production, mais Opel acquiert plus de la moitié du capital social en février 1928 en raison de son intérêt dans la production de deux-roues motorisés et peut poursuivre l'activité grâce à cette situation majoritaire. La production et la vente de deux-roues motorisés chez Elite-Diamant AG n'est pas un succès pour Opel, ce qui conduit à une séparation en 1930. Après un règlement, l'usine de bicyclettes retrouve son indépendance et est désormais commercialisée sous Elite Diamant AG Siegmar/Saxe.
Diamant développe en 1926 un vélo entièrement en métal léger. Ces développements se poursuivent en 1938 après des années d'interruption. Pendant la Seconde Guerre mondiale, Elite Diamant AG utilise de nombreux travailleurs forcés. Au total, environ 1,3 million de vélos Diamant sont produits en 1945.
Après la Seconde Guerre mondiale, l'entreprise est nationalisée et le 2 mai 1952, l'entreprise publique VEB Fahrradwerke Elite Diamant est officiellement fondée. En RDA, tous les cyclistes roulent d'abord sur des vélos Diamant. Les championnats du monde sur route de 1959 (par Gustav-Adolf Schur) et 1960 (par Bernhard Eckstein) sont remportés par des cyclistes de la RDA sur des Diamant. Dans les années 1950, l'entreprise entretient un club sportif d'entreprise (BSG Diamant Chemnitz). Dans les années 1970 et 1980, les ingénieurs de Diamant développent et construisent des vélos de course pour l'équipe nationale d'Allemagne de l'Est, sous la direction décisive de l'ingénieur de Leipzig Paul Rinkowski, avec lequel de nombreuses compétitions internationales sont remportées. Cette production spéciale est ensuite confiée à Textima et FES.
Dans les années 1950, un développement notable est la fourche à fourreau circulaire en filigrane. En 1957, des vélos de tourisme modernes et sportifs avec des roues de 26" sont ajoutés à la gamme. Le progrès technique est au point mort depuis les années 1960, la plupart des composants tels que le cadre, les freins, le changement de vitesse et le boîtier de pédalier ne font plus l'objet d'autres développements pertinents. La production des vélos de sport 28" est transférée à l'usine Mifa à la fin des années 1960, et il est question d'arrêter complètement la production de vélos chez Diamant. Cependant, les plans sont de nouveau rejetés en raison d'une mauvaise évaluation des besoins en vélos. Pendant longtemps, des vélos de course techniquement obsolètes et des vélos de tourisme sportifs de 26 pouces déterminent le profil de production. La production de vélos est encore plus négligée qu'au Mifa, car l'usine Diamant à l'époque fonctionne principalement comme un producteur de machines à tricoter rectilignes, pour laquelle la RDA avait ouvert d'importants marchés d'exportation.
Dans la seconde moitié des années 1980, une réorientation de la gamme de modèles de vélos vers des modèles plus sportifs est amorcée, elle n'entre cependant en vigueur que partiellement au cours du redressement. La production de vélos fait plus récemment partie du VEB Strickmaschinenbau Karl-Marx-Stadt, filiale de Textima. Comme, à part Diamant, il n'y a que le Mifa en tant que grand fabricant de vélos en RDA, la production de Diamant est proportionnellement élevée : 8,4 millions de vélos Diamant sont construits de 1949 à 1990.
Avec la fin de la RDA, l'entreprise publique (VEB) est privatisée, l'étendue de la production et la main-d'œuvre sont considérablement réduites. Conformément à l'évolution de la situation du marché, les principes de conception actuels sont adoptés pour les nouveaux modèles. Le 1er janvier 1992, DIAMANT Fahrradwerke GmbH est fondée avec la participation du groupe suisse Villiger. Ce groupe reprend complètement l'entreprise en 1997. Depuis 2003, Villiger et Diamant font partie de Trek Bicycle Corporation, qui possède également les marques Bontrager, Klein, LeMond et Gary Fisher.
En 2018, 196 000 vélos sont construits à Hartmannsdorf, dont la moitié avec des moteurs électriques.